# Jean-Baptiste Andrea

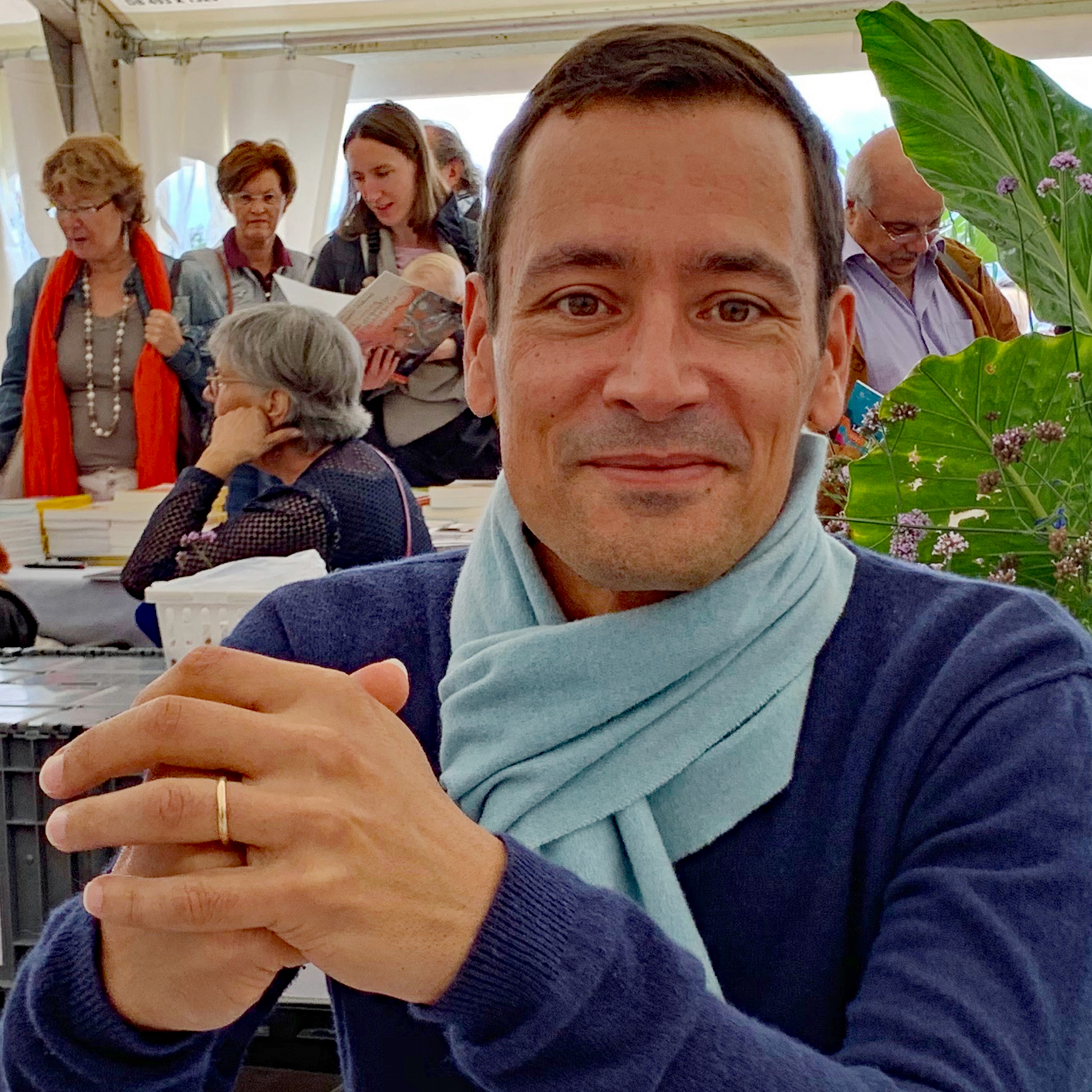
Jean-Baptiste Andrea (2019)

Jean-Baptiste Andrea (* 4. April 1971 in Saint-Germain-en-Laye) ist ein französischer Schriftsteller, Filmregisseur und Drehbuchautor. Im Jahr 2023 gewann er für seinen Roman Veiller sur elle den Prix Goncourt.

## Leben und Karriere

### Ausbildung und Arbeit in der Filmindustrie
Jean-Baptiste Andrea wuchs in Cannes auf. Später zog er nach Paris, wo er seinen Abschluss in Politik- und Wirtschaftswissenschaften machte. Er ist Absolvent des Institut d’études politiques de Paris und der ESCP. Daran schloss sich eine 20-jährige Karriere als Filmregisseur und Drehbuchautor in Frankreich und den USA an. Gemeinsam mit Fabrice Canepa verfasste er das Skript und führte Regie beim englischsprachigen Horrorfilm Dead End (2003), der mehrere internationale Festivalpreise gewinnen konnte. Mit der allein realisierten schwarzen Krimikomödie Big Nothing (2006) mit David Schwimmer, Simon Pegg und Alice Eve in den Hauptrollen konnte er nicht an den vorangegangenen Erfolg anknüpfen.

### Erfolg als Romanautor

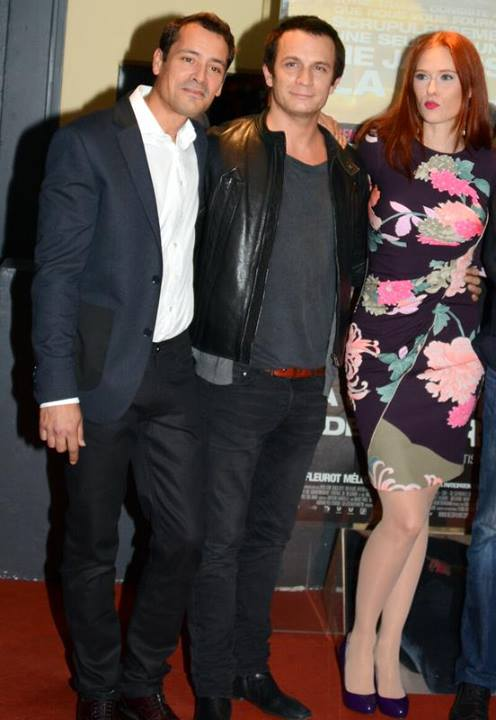
Andrea gemeinsam mit seinen Hauptdarstellern Jérémie Renier und Audrey Fleurot bei der Vorpremiere seines Films Brotherhood of Tears (2013)

Nach dem Thriller Brotherhood of Tears – Die letzte Lieferung mit Jérémie Renier (2013) zog sich Andrea aus dem Filmgeschäft zurück und betätige sich in Frankreich erfolgreich als Romanautor. Er wird mittlerweile zu den vielversprechendsten Schriftstellern seiner Generation gezählt. Sein beim unabhängigen Verlag L’Iconoclaste veröffentlichtes Debüt Ma reine (2017, dt. Titel: Meine Königin), der erste Band einer Trilogie über die Kindheit, brachte ihm den Prix Femina des lycéens, den Prix du premier roman, den Prix Alain-Fournier und den Prix de la Fondation Jacqueline de Romilly ein. Die Geschichte handelt von einem zwölfjährigen Jungen, der mit seinen Eltern auf einer provenzalischen Tankstelle lebt und sich auf die gefährliche Suche nach seiner Freundin begibt.
Auch dem zweiten Teil Cent millions d’années et un jour (2019, dt. Titel: Hundert Millionen Jahre und ein Tag) war Erfolg beim Publikum beschieden. Der Roman spielt im Sommer des Jahres 1954 und stellt einen Pariser Paläontologen in den Mittelpunkt, der sich in den französischen Seealpen auf die Suche nach einem Dinosaurierskelett macht. Noch erfolgreicher aufgenommen wurde Andreas folgendes Werk Des diables et des saints (2021, dt. Titel: Von Teufeln und Heiligen). Die Geschichte handelt von einem mysteriösen alten Mann, der an wechselnden öffentlichen Plätzen Beethoven auf dem Klavier spielt, um seine Jugendliebe wiederzufinden. In Frankreich wurde der Roman über 30.000 Mal verkauft und mit dem Grand Prix RTL-Lire sowie dem Prix Ouest-France/Étonnants Voyageur ausgezeichnet.
Andreas bisher größter Erfolg stellte sich mit seinem vierten und längsten Roman Veiller sur elle (2023, dt. etwa „Pass auf sie auf“) ein, der aus „purer Fantasie und reichlich Romantik“ bestehe. Die in den Zwischenkriegsjahren in Italien angesiedelte Liebesgeschichte um einen armen Bildhauer aus der Arbeiterklasse und die Erbin einer vermögenden Genueser Aristokratenfamilie brachte es in Frankreich auf mehr als 50.000 verkaufte Exemplare bereits vor der Auszeichnung mit dem renommierten Prix Goncourt, mit dem das Werk Anfang November 2023 gekrönt wurde. Die Jury lobte das Buch „als ein metaphysisches Fresko, eine Meditation über Präsenz und Abwesenheit“. Zuvor hatte Veiller sur elle den Literaturpreis der Handelskette Fnac erhalten. Eine deutsche Übersetzung soll im Mai 2025 unter dem Titel Was ich von ihr weiß im Verlag Luchterhand erscheinen.

## Werke

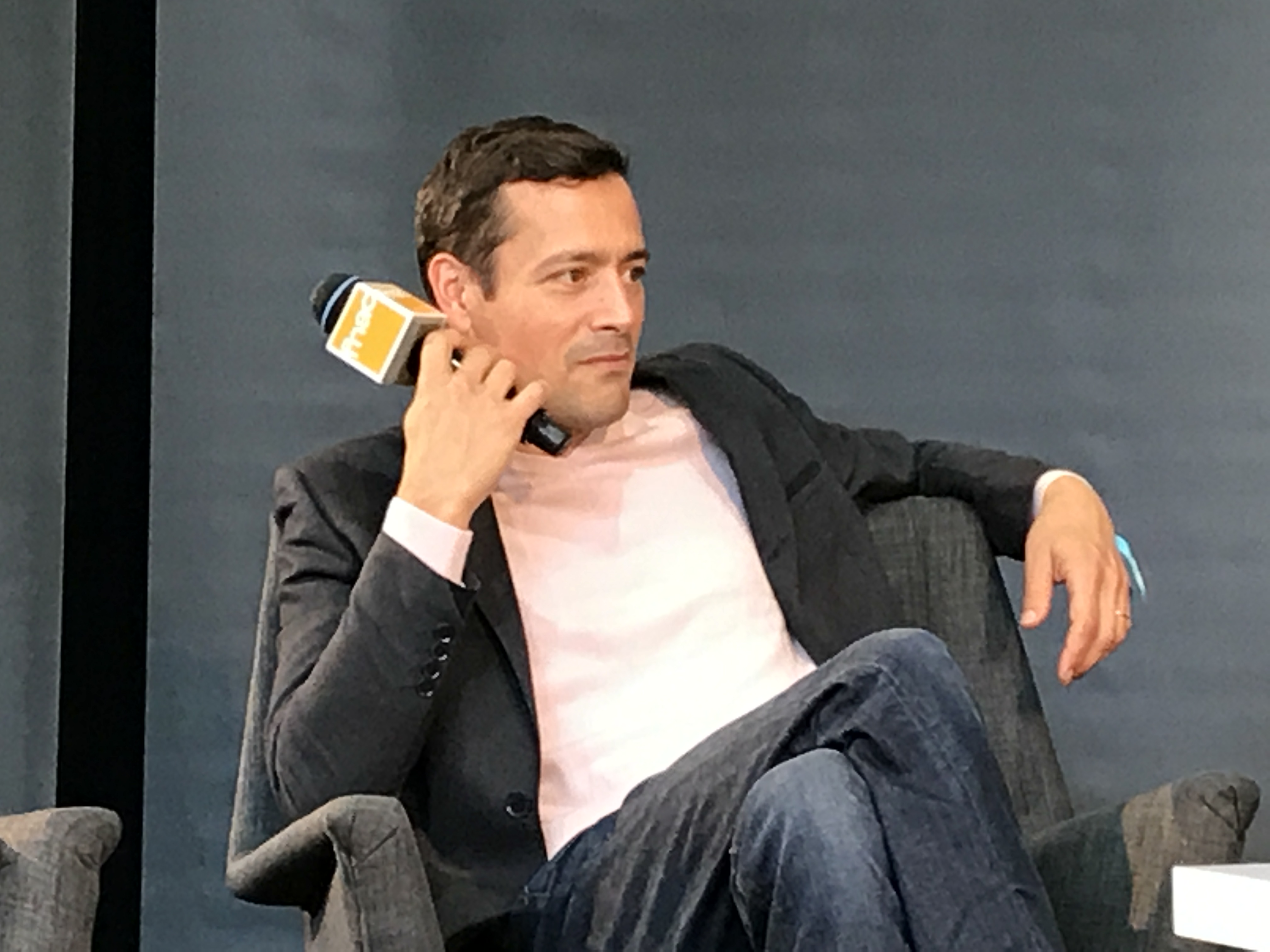
Andrea im Jahr 2017

- Ma reine. Paris : L’Iconoclaste, 2017. – ISBN 978-2-330-03037-7.
  - Übersetzt von Thomas Brovot: Meine Königin. Berlin : Insel Verlag, 2019. – ISBN 978-3-458-36391-0.
- Cent millions d’années et un jour. Paris : L’Iconoclaste, 2019. – ISBN 978-2-37880-076-5.
  - Übersetzt von Thomas Brovot: Hundert Millionen Jahre und ein Tag. München : btb, 2024. – ISBN 978-3-442-77440-1.
- Des diables et des saints. Paris : L’Iconoclaste, 2021. – ISBN 978-2-37880-174-8.
  - Übersetzt von Thomas Brovot: Von Teufeln und Heiligen. München : btb, 2022. – ISBN 978-3-442-77265-0.
- Veiller sur elle. Paris : L’Iconoclaste, 2023. – ISBN 978-2-37880-375-9.
  - Übersetzt von Thomas Brovot: Was ich von ihr weiß. München : Luchterhand, 2025. – ISBN 978-3-630-87800-3.

## Filmografie (Auswahl)
- 2003: Dead End
- 2006: Big Nothing
- 2007: Hellphone (nur Drehbuch)
- 2013: Brotherhood of Tears – Die letzte Lieferung (La confrérie des larmes)

## Auszeichnungen (Auswahl)
- 2023: Prix du roman Fnac für Veiller sur elle
- 2023: Prix Goncourt für Veiller sur elle